# Karl Henning von Barsewisch
Paul Theophil Karl Henning von Barsewisch (* 2. Oktober 1895 in Karlsruhe; † 19. November 1981 in Wedel) war ein deutscher Generalmajor und Bankier.

## Leben

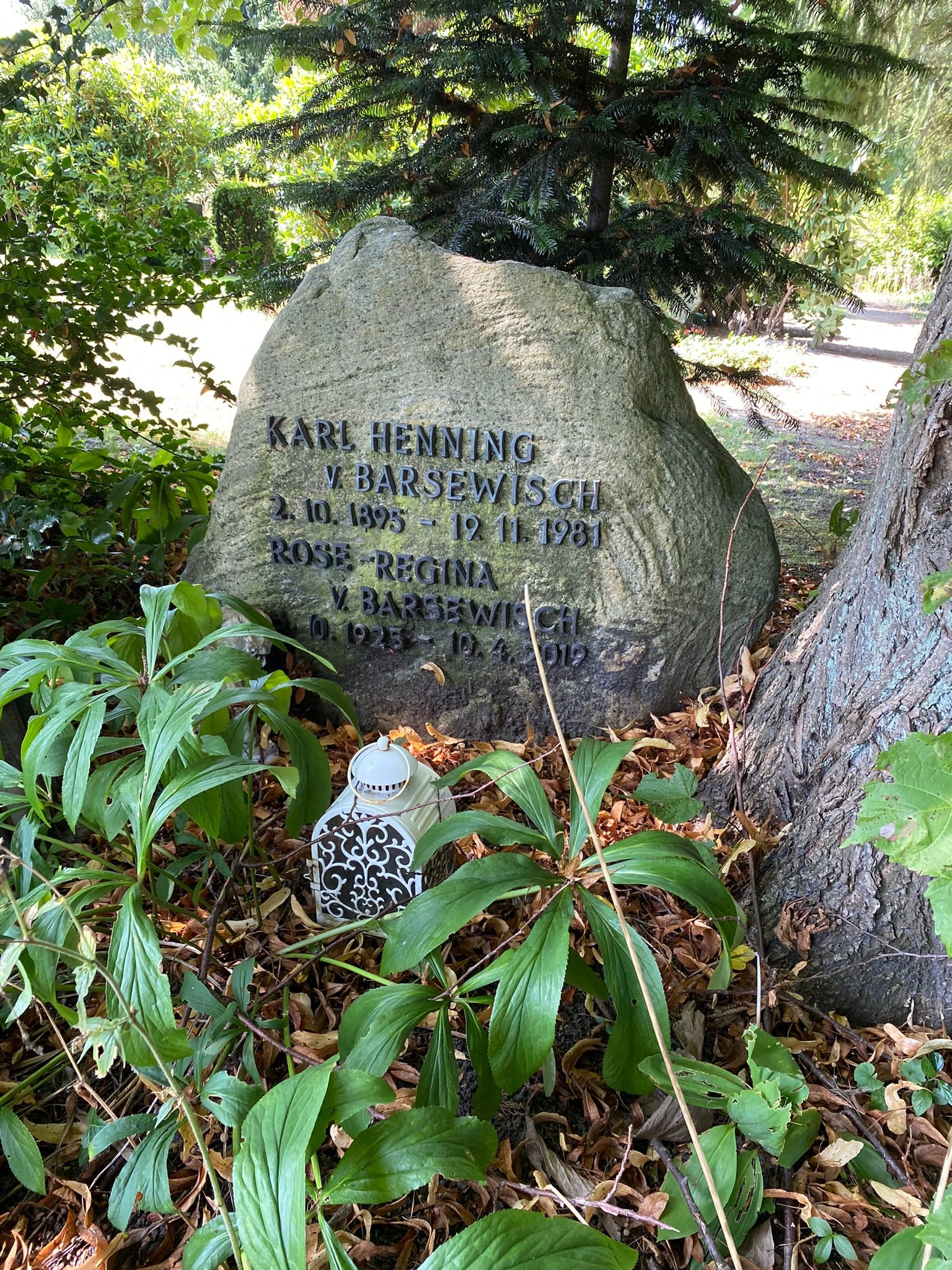
Grabstätte auf dem Friedhof Wedel

Er stammte aus dem Uradelsgeschlecht von Barsewisch und ist das dritte Kind des preußischen Generalmajors Theophil von Barsewisch (1854–1938) und dessen Ehefrau Luise, geborene von Schkopp. Barsewisch schlug eine Laufbahn in der Preußischen Armee ein, nahm am Ersten Weltkrieg teil und wurde als Oberleutnant entlassen. Er war Rittergutspächter und wurde Geschäftsführer einer Siedlungsgesellschaft und im Zweiten Weltkrieg Generalmajor der Luftwaffe. Für seine Leistungen hatte er 1944 das Deutsche Kreuz in Gold erhalten.
In Groß Pankow heiratete er am 11. Februar 1921 Elisabeth Gans Edle Herrin zu Putlitz-Retzin (* 1894; † 1962). Sie war eine Tochter der Emmy Lürmann (* 1856; † 1934), deren Vater Konsul Theodor Lürmann aus Bremen stammte, und des Stiftshauptmanns des Klosters Heiligengrabe sowie Erbmarschall und kgl. preuß. Kammerherrn Konrad Gans zu Putlitz (* 1855; † 1924). Aus dieser Ehe ging auch Bernhard von Barsewisch hervor. Im März 1945 flüchtete seine Familie nach Oedelum bei Hildesheim. Er geriet in britische Kriegsgefangenschaft. Nach seiner Entlassung 1947 übernahm er eine Funktion als Import- und Exportkaufmann und wurde Geschäftsinhaber des Bankhauses Lücke & Lemmermann in Hannover.
Karl Henning von Barsewisch wurde Präsident des Landesverbandes Hamburg des Deutschen Aero-Club e.V. Seine letzte Ruhestätte erhielt er auf dem Friedhof Wedel.